# اریکا مان
اِریکا یولیا هدویگ مان (به آلمانی: Erika Julia Hedwig Mann) ‏(۹ نوامبر ۱۹۰۵ — ۲۷ اوت ۱۹۶۹) نویسنده و بازیگر آلمانی و دختر بزرگ توماس و کاتیا مان بود. او پس از مرگ پدر و برادرش (کلاوس مان) مسئولیت انتشار آثار آنان را برعهده گرفت. اریکا در زوریخ درگذشت.